# Royal Tunbridge Wells
Royal Tunbridge Wells (nazywane także Tunbridge Wells) – miasto w Wielkiej Brytanii, w Anglii, w hrabstwie Kent w pobliżu granicy z hrabstwem East Sussex. W 2001 roku miasto liczyło 60 095 mieszkańców. Jest centrum administracyjnym dla dystryktu (borough) Tunbridge Wells.
W mieście znajduje się stacja kolejowa Tunbridge Wells.